# Mattias Bergqvist

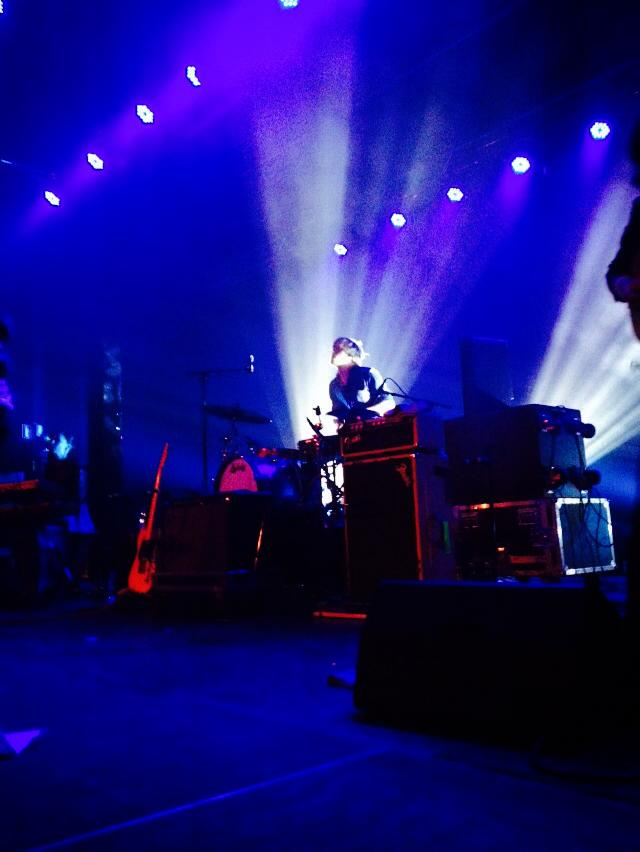
Mattias Bergqvist med Anders Wendin på musikfestivalen Way Out West 2014.

Mattias Lars Kristoffer Bergqvist född 12 februari 1980, är en svensk trummis och är medlem i bandet Ingenting och i bandet The Dandelions. Han var tidigare medlem i bandet Chasing Dorotea.

## Diskografi
Studioinspelningar, urval:
- First Aid Kit - "The Lions Roar"
- Anna Järvinen -"Man Var Bland Molnen", ("Låt Det Dö" & Äppelöga")
- Sibille Attar - "The Flower's Bed" & "Sleepyhead"
- Little Children - "In Hau"
- Ludwig Bell - "Jag har försökt förklara" & "Jag måste räknat fel".
- Christopher Sander - "Hej hå!"
- Bandjo - "Bandjo"
- Medverkar på alla Ingentings skivor.

Live, urval:
- Josefin Öhrn and the Liberations 2014
- Little Children 2010
- ASS 2010
- Incarnations 2010-2011
- Sibille Attar 2010 - 2013
- First Aid Kit 2009-2012
- Bandjo 2008-2010
- Bart Davenport 2008

Som trummis på inspelning av låten "Baby Blue" inspelat av Titiyo och Andreas "Bubben" Söderström's band El Rojo Adios. Medverkar även på gatuskivan "Mina Drömmars Stad".